# Khilchipur (ciutat)
Khilchipur és una ciutat i nagar panchayat, capital del districte de Rajgarh a l'estat de Madhya Pradesh, Índia. Està situada a 24° 02′ N, 76° 34′ E / 24.03°N,76.57°E prop de la riba del riu Sind on hi havia una presa que abastia la ciutat. Fou capital del principat de Khilchipur. Segons el cens de 2001 la població era de 15.321 habitants. La població el 1881 era d'uns 4000 habitants i el 1901 de 5.120. El nom original fou Kichipur però els musulmans ho van modificar a Khilchipur perquè al "Ain-i-Akbari" era esmentada com Khiljipur.